# Comuna Alver
Alver este o comună situată în partea de vest a Norvegiei, în provincia Vestland. A fost înființată la data de 1 ianuarie 2020 prin comasarea fostelor comune Lindås, Radøy și Meland. Localitatea de reședință este Knarvik.